# 月光小夜曲 (2009年电影)
《月光小夜曲》（英語：Moonlight Serenade）是2009年的一部音乐爱情电影，由詹卡洛·塔拉里科执导，艾米·亚当斯主演。影片于2009年12月8日上映，由巴恩霍兹娱乐公司、联盟电影和木兰影业发行。